# Macrocera maculosa
Macrocera maculosa är en tvåvingeart som beskrevs av Matsumura 1915. Macrocera maculosa ingår i släktet Macrocera och familjen platthornsmyggor. Inga underarter finns listade i Catalogue of Life.